# 黄花镇 (彭泽县)
黄花镇，是中华人民共和国江西省九江市彭泽县下辖的一个乡镇级行政单位。

## 行政区划
黄花镇下辖以下地区：
东红村、东风村、新民村、裕丰村、光辉村、大塘村、黄畈村、爱民村、峨峰村和彭泽中心苗圃生活区。